# Nikolai Karlowitsch von Meck

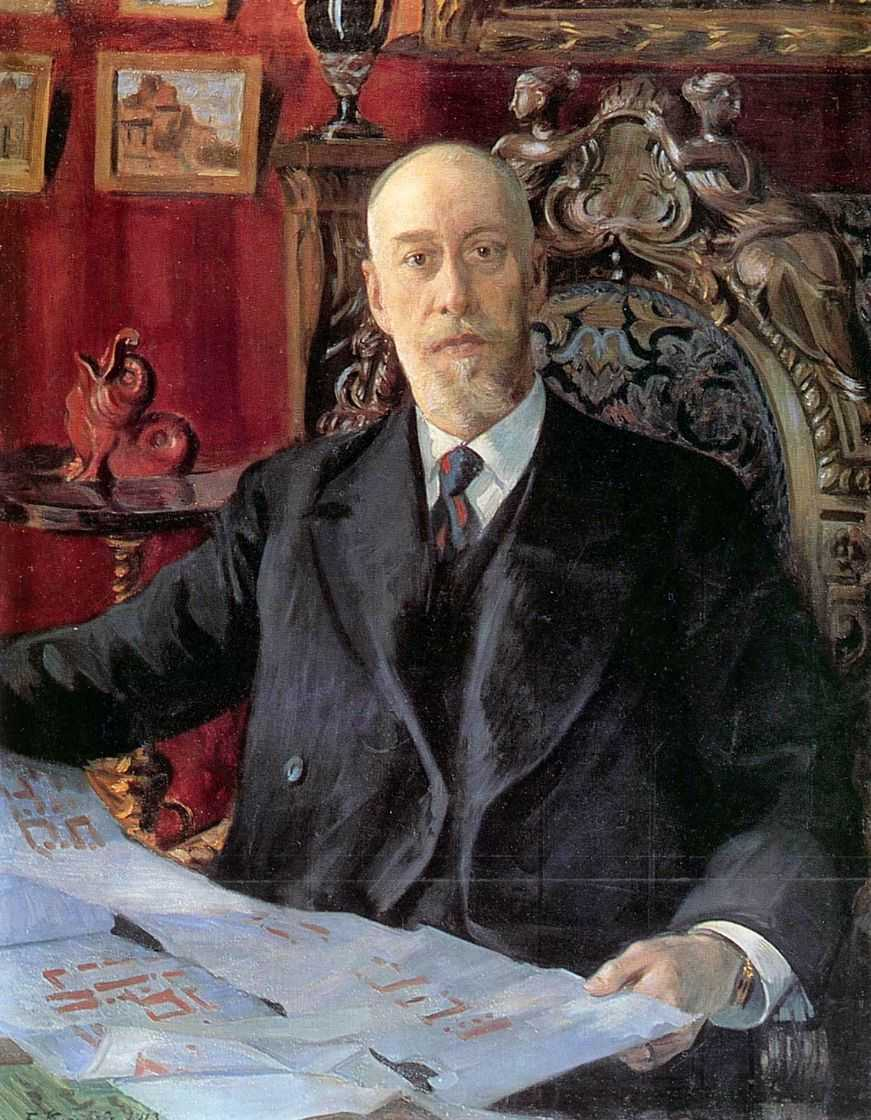
Nikolai Karlowitsch von Meck (B. M. Kustodijew, 1913)

Nikolai Karlowitsch von Meck (russisch Николай Карлович фон Мекк; * 28. Apriljul. / 10. Mai 1863greg. in Moskau; † 22. Mai 1929 ebenda) war ein russischer Eisenbahnunternehmer und Mäzen.

## Leben
Von Mecks entstammte der Adelsfamilie von Meck. Sein Vater war der russische Eisenbahnpionier Karl von Meck (1821–1876). Von Mecks Mutter war die Tschaikowski-Förderin Nadeschda von Meck. Er wuchs mit 10 Geschwistern auf. Von Meck besuchte in Moskau eine Privatpensionatsschule und begann 1877 nach dem Tode seines Vaters ein Jura-Studium an der Kaiserlichen Hochschule für Rechtskunde in St. Petersburg. Er entschied er sich aber, nicht Rechtsanwalt zu werden und sich ganz dem Eisenbahngeschäft zu widmen. Mit Erlaubnis seiner Mutter gab er das Studium ohne Abschluss auf und begann seine Arbeit wegen fehlender spezieller Ausbildung als Heizer, Maschinist und Kontorist bei der Nikolaibahn.
1884 wurde von Meck Vorstandskandidat der Moskau-Rjasan-Eisenbahngesellschaft. Am 23. Januar heiratete er Anna Lwowna Dawydowa (1864–1942), Enkelin des Dekabristen Wassili Dawydow und Nichte Tschaikowskis. Am 1. November 1890 wurde von Meck Vorstandsmitglied der Moskau-Rjasan-Eisenbahngesellschaft. Auf Initiative des Finanzministeriums wurde im April 1891 beschlossen, die Teilstrecke von Kasan nach Rjasan zu bauen, worauf die Gesellschaft sich als Moskau-Kasan-Eisenbahngesellschaft reorganisierte. Zu den Aktionären der Gesellschaft gehörten die großen russischen Banken. Von Meck spendete für den Bau der Sergius-von-Radonesch-Kirche auf dem Moskauer Chodynkafeld mit Alexander Newski-Kapelle, Maria-Magdalena-Kapelle und Nikolaus-Kapelle zum Gedenken an die Errettung des Zarewitsch Nikolaus beim Ōtsu-Zwischenfall in Japan am 11. Mai 1891.
Am 1. Mai 1892 wurde von Meck zum Vorstandsvorsitzenden der neuen Gesellschaft gewählt. Während der ersten neun Jahre unter seiner Führung stieg die Streckenlänge von 233 Werst auf 2.100 Werst. Beständig sorgte er für die Modernisierung der technischen Anlagen und die Ausbildung des Personals. Er gründete Technik-Schulen und beteiligte sich an der Arbeit der Gesellschaft für die Verbreitung von Ratgeberbüchern. 1903 organisierte er die Pilgerfahrt Nikolaus II. und seiner Familie zum Sarower Kloster.
Zu Beginn des Russisch-Japanischen Krieges 1904 leitete von Meck beim Komitee der Großherzogin Jelisaweta Fjodorowna für die Spendensammlung für die russische Armee unter dem Dach des Russischen Roten Kreuzes die Abteilung für den Transport der Hilfsgüter in den Fernen Osten. Während der Russischen Revolution 1905 weigerte er sich, Streikführer an die Behörden auszuliefern. 1912 wurden an Moskauer Vorortbahnhöfen Wohnhäuser für Eisenbahner gebaut und Baudarlehen vergeben. Weitere Pläne für eine verbesserte Infrastruktur für die Eisenbahner wurden durch den Ersten Weltkrieg verhindert.
Von Meck gehörte dem Aufsichtsrat der Russisch-Asiatischen Bank an und war Mitglied der Russisch-Amerikanischen Handelskammer. Er war Abgeordneter des Ujesd Podolsk in der Moskauer Semstwo-Versammlung. 1913–1915 war er Mitglied der Finanzkommission. Er war Ehrenfriedensrichter des Kiewer Gerichtskreises.
Von Meck begeisterte sich seit seiner Jugend für Musik und spielte Violine. In seinem Hause versammelten sich regelmäßig Berufsmusiker und Musikliebhaber. Wiederholt spielte dort Sergei Tanejew. Er war Mitglied der Moskauer Abteilung der Kaiserlich-Russischen Musikgesellschaft und Aufsichtsratsmitglied der Kirchengesang-Hochschule des Heiligen Synods.
Von Meck sammelte Gemälde und pflegte den Kontakt mit Künstlern. Er unterstützte viele Jahre Michail Wrubel und gewährte später der Witwe eine Pension. Er unterstützte auch Abram Archipow. Auf seinem Moskauer Landsitz Woskressenskoje weilte B. M. Kustodijew als Gast und malte Landschaften und Porträts von Nikolai von Meck, seiner Tochter Galina und anderen Familienmitgliedern. Fürst Schtscherbatow schuf die Wandmalereien in dem neuen Gebäude des Kasaner Bahnhofs. Er war Mitglied der Kaiserlichen Philanthropischen Gesellschaft. Er war Kurator des Ju. P. Bess-Mädchengymnasiums. Zusammen mit seinem Bruder Alexander und seinem Neffen Wladimir spendete er großzügig an das Moskauer Adelsfräuleininstitut, in dem drei Von Meck-Stipendien eingerichtet wurden.
Auch begeisterte sich von Meck für Pferde und hatte ein Brabanter-Gestüt auf seinem Landsitz Woskressenskoje. Er war Mitglied und Vizepräsident verschiedener Gesellschaften zur Förderung der Traber-Zucht. 1899 kaufte er eines der ersten Automobile in Russland und begeisterte sich für den Motorsport. Mit anderen gründete er den Moskauer Automobilklub und war dessen erster Leiter. 1910–1911 organisierte er die ersten russischen Autorennen und beteiligte sich an ihnen. Mit Pawel von Plehwe übernahm er 1910 den Vorsitz der Moskauer Luftfahrtgesellschaft. Er war Mitglied des Organisationskomitees für das Sammeln von Spenden für den Aufbau einer Luftflotte und spendete 1913 für den Bau eines Flugzeugs.
Nach der Oktoberrevolution arbeitete von Meck als Berater der Finanzwirtschaftsverwaltung des Volkskommissariats für Verkehrswesen und vertrat das Kommissariat in der Gosplan-Kommission. Seine Vorstellungen zur Wirtschaft und den Perspektiven des Eisenbahntransports veröffentlichte er in einer Reihe von Büchern 1921–1927. Während dieser Zeit wurde von Meck mehrfach verhaftet wegen konterrevolutionärer Äußerungen gegen das Sowjetregime und durfte Moskau nicht verlassen. Schließlich wurde er 1928 von der GPU wieder verhaftet und im Schachty-Prozess zum Tod durch Erschießen verurteilt wegen Beteiligung an einer konterrevolutionären Untergrundbewegung im Volkskommissariat für Verkehrswesen und in der Eisenbahn der UdSSR ebenso wie der Unternehmer Pjotr Paltschinski und Alexander Fjodorowitsch Welitschko. Die Mitteilung über die Erschießung wurde am 24. Mai 1929 in der Iswestija veröffentlicht. Von Meck wurde auf dem Wagankowoer Friedhof in Moskau begraben. Von Mecks Frau Anna war ebenfalls verhaftet und zu drei Jahren Verbannung verurteilt worden. Das Akademiemitglied Wladimir Wernadski kannte die offizielle Anklage und stellte fest, dass von Meck, der nach der Oktoberrevolution auf alle seine Kapitalien freiwillig verzichtet hatte, in der Öffentlichkeit als vollständig unschuldig galt. Von Meck wurde 1990 rehabilitiert. Welitschko, von Meck und Paltschinski werden in Solschenizyns Archipel Gulag als Widerstandshelden erwähnt.
Von Meck hatte sechs Kinder: Kira (1885–1969), Andrei (als Kind gestorben), Mark (1890–1918, in Omsk erschossen), Galina (1891–1985 in England), Attal (1894–1916, gefallen im Ersten Weltkrieg bei seinem ersten Kampfeinsatz am Fluss Stochid) und Ljuzella (1896–1933). Die Adoptivtochter Jelena Nikolajewna Meck (1897–1926) hatten Nikolai und Anna von Meck 1904 adoptiert, als ihre Eltern Alexander Chakman, von Mecks vereidigter Rechtsanwalt, und seine Frau während der Choleraepidemie gestorben waren. Jelena heiratete den Privatdozenten der Universität Moskau (MGU) Nikolai Sergejewitsch Moissejew, der während der Stalinschen Säuberungen 1930 im Butyrka-Gefängnis starb. Ihr Sohn war der Mathematiker Nikita Nikolajewitsch Moissejew.